# Viidaleppia serrataria
Viidaleppia serrataria là một loài bướm đêm trong họ Geometridae.